# Skillingarum
Skillingarum är en by i Vimmerby kommun, Kalmar län, Småland. Byn är belägen väster om Vimmerby, några hundra meter från Åbro Bryggeri.

## Skillingarums galgbacke
I Skillingarum fanns Sevede härads galgbacke där de som dömts till döden avrättades. Den troligen sista avrättningen ägde rum den 12 augusti 1828 och mannen som avrättades var dömd för att ha knivmördat sin granne. 
Den sista kvinnan som avrättades på Skillingarums galgbacke var en kvinna som blivit försmådd av sin älskare. I sin besvikelse förgiftade hon honom med arsenik som hon lagt i grynkorv och för detta mord dömdes hon till döden 1820.